# 李永安 (1939年)
李永安（1939年—），男，北京人，中华人民共和国政治人物，曾任中华全国总工会书记处书记，第九、十届全国政协委员。